# Rhoptria pistaciae
Rhoptria pistaciae là một loài bướm đêm trong họ Geometridae.